# Isidoro Tisera
Isidoro Germán Tisera es un exfutbolista argentino. Se desempeñaba como delantero y debutó profesionalmente en Rosario Central.

## Carrera

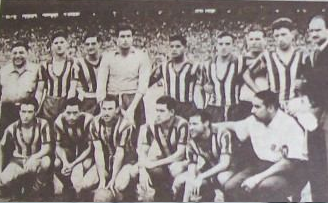
Formación de Rosario Central que derrotó 2-1 a Newell's el 4 de diciembre de 1955 en el Parque Independencia. Parados: Alberto Ducca, Juan Carlos Biagioli, Américo Tissera, Néstor Lucas Cardoso, Carlos Álvarez, Miguel La Rosa; hincados: Isidoro Tisera, Antonio Gauna, Roberto Appiciafuocco, Oscar Massei, Antonio Vilariño.

Desempeñándose como puntero por el sector derecho, sus primeros pasos en el fútbol profesional se dieron durante el Campeonato de Primera División 1950; al finalizar dicho certamen Rosario Central perdió la categoría, debiendo jugar el Campeonato de Segunda División 1951. El retorno fue rápido, ya que el canalla se coronó campeón de la divisional, obteniendo de esta forma el pase al círculo máximo. Tisera fue uno de los delanteros de alternativa que tuvo el plantel, llegando a disputar 12 cotejos y marcando 4 goles, el último de ellos en la jornada final del torneo, en la cual Central logró la consagración al vencer a Excursionistas 2-1 en el estadio El Gasómetro de San Lorenzo de Almagro, el día dos de noviembre. Con los auriazules otra vez en la A, Tisera prolongó su estadía en el club hasta 1955, siendo habitualmente suplente de Antonio Gauna. Totalizó 37 partidos defendiendo los colores del cuadro de Barrio Arroyito, con 6 tantos convertidos.
En 1956 fue transferido a Huracán junto a sus compañeros del canalla Ángel Tulio Zof y Pedro Botazzi, mientras que al año siguiente pasó a Quilmes, acompañado nuevamente por Zof.

## Clubes
| Club            | País      | Año       |
| --------------- | --------- | --------- |
| Rosario Central | Argentina | 1950-1955 |
| Huracán         | Argentina | 1956      |
| Quilmes         | Argentina | 1957      |

## Palmarés
| Equipo          | País      | Título           | Año  |
| --------------- | --------- | ---------------- | ---- |
| Rosario Central | Argentina | Segunda División | 1951 |